# Dasypolia banghaasi
Dasypolia banghaasi är en fjärilsart som beskrevs av Turati 1909. Dasypolia banghaasi ingår i släktet Dasypolia och familjen nattflyn. Inga underarter finns listade i Catalogue of Life.